# Giovanni Dalmata

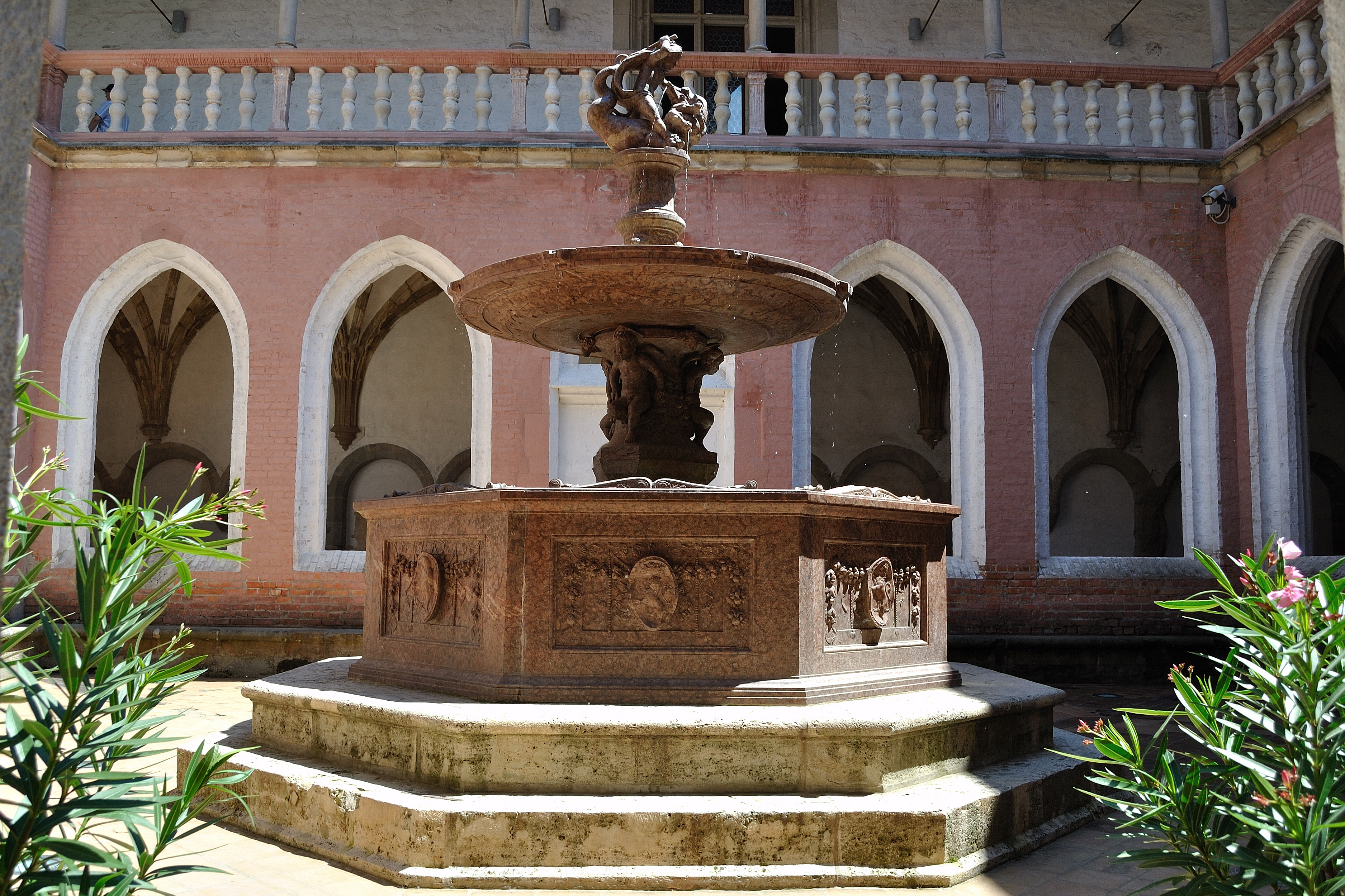
A Herkules-kút Visegrádban

Giovanni Dalmata (eredetileg Ivan Duknović, ismert még Giovanni Duknovich di Traù és Ioannes Stephani Duknovich de Tragurio néven is) (Vinišće, 1440 körül – 1514 körül), a dalmáciai Trogirból származó szobrász, aki főleg Rómában, Dalmáciában és Magyarországon dolgozott. Mino da Fiesole és Andrea Bregno társaságában a 15. század második felének egyik meghatározó szobrásza volt Rómában. 1460-65 körül érkezett a városba, hogy II. Pál pápa számára dolgozzon a Palazzo di Venezián. Egyéb római vagy Róma környéki munkái közé tartozik a Tempietto San Giacomo Vincovaróban, II. Pál pápa síremléke a Szent Péter-bazilikában, Bartolomeo della Rovere bíboros síremléke a Szent Kelemen-bazilikában, Bernardi Eroli bíboros síremléke.
Az 1480-as években Mátyás király udvarában dolgozott Budán. Munkái nagy része elpusztult vagy igen megsérült. Legismertebb magyarországi munkája visegrádi királyi palotában lévő Herkules-kút.
Mátyás halála után visszatért Trogirba, ottani munkái közé tartozik egy Keresztelő Szent János-szobor a Szent Lőrinc-katedrális Orsini-kápolnájában, egy Magdolna-szobor a Szent Antal ferences kolostorban, ami Čiovo szigetén található, és együtt dolgozott a Čipiko palotán Niccolò Fiorentinóval és Andrea Alessivel. 1503 körül ismét Rómában élt, majd 1509-ben Anconában dolgozott. 1514-ben Trogir városában elhunytként említik.
Egy márványdomborművet, mely Szűz Máriát ábrázolja a gyermekkel, 250 000 fontért megvásárolt a Trogiri Városi Múzeum, mint Dalmata-alkotást, de a mű alkotójának kiléte nem tisztázott.

## Fordítás
- Ez a szócikk részben vagy egészben  a   Giovanni Dalmata című angol Wikipédia-szócikk ezen változatának fordításán alapul.  Az eredeti cikk szerkesztőit annak laptörténete sorolja fel. Ez a jelzés csupán a megfogalmazás eredetét és a szerzői jogokat jelzi, nem szolgál a cikkben szereplő információk forrásmegjelöléseként.